# Hannah Lightfoot
Hannah Lightfoot, född 1730, död 1759, var en brittisk kväkare. Hon blev från 1770 omtalad som den påstådda hemliga hustrun till kung Georg III av Storbritannien. Hon rymde från sin make, köpmannen Isaac Axford i London, år 1755. Från 1770 och framåt cirkulerade skrifter och rykten som påstod att Georg III hade hjälpt henne att rymma eller rentav kidnappat henne och sedan gift sig med henne i hemlighet, rykten som tidvis gavs stor trovärdighet, men som inte tros vara sanningsenliga. 
Georg ska enligt vissa uppgifter ha gift sig med Hannah Lightfoot 17 april 1759 före sitt äktenskap med Charlotte. Om en sådan vigsel ägt rum skulle hans giftermål med Charlotte varit tvegifte och deras barn oäkta. Men ingen laglig vigsel med Lightfoot kan ha ägt rum. Hannah Lightfoot var redan gift med Isaac Axelford sedan 1753 och hon avled 1759, och kunde därmed inte fött några äkta barn från ett äktenskap i april 1759. "Äktenskapet" med Hannah Lightfoot nämndes i en rättegång år 1866, då Lavinia Ryves, dottern till bedragaren Olive Wilmot gjorde anspråk på att vara "Prinsessan Lavinia". Ett förfalskat äktenskapsbevis beslagtogs och förvaras nu i de kungliga arkiven i Windsor Castle.